# SWAT
SWAT, acronimo inglese per Special Weapons And Tactics (in italiano: Armi e tattiche speciali), in origine sigla di Special Weapons Assault Team (squadra d'assalto con armi speciali), è un termine usato negli Stati Uniti d'America per indicare le unità speciali di polizia destinate a compiti ad alto rischio, come operazioni anti-terrorismo, salvataggio di ostaggi e interventi antisommossa.
Le squadre SWAT sono presenti in molti dipartimenti di polizia degli USA, sia nei singoli stati sia a livello federale; un esempio è lo Hostage Rescue Team dell'FBI, che è una squadra federale.

## Storia
La prima SWAT nacque intorno agli anni sessanta del XX secolo, nella città di Delano, ad opera di William H. Parker, all'epoca capo del Los Angeles Police Department, il dipartimento di polizia di Los Angeles.
La SWAT ha avuto da allora una storia di continua evoluzione e trasformazione, sia dal punto di vista delle tattiche adottate che da quello dell'equipaggiamento. Infatti, dato che la polizia non era in grado di affrontare determinate situazioni ad alto rischio (in quanto fuori dagli standard d'addestramento), in origine i componenti di questa unità d'élite erano agenti volontari (tutti appartenenti al Los Angeles Police Department) con più di 10 anni di servizio. Durante il corso degli anni vi è stato un rinnovamento di tutta la struttura amministrativa, con lo sviluppo di un reparto speciale diviso in diverse unità.

## Ambiti di intervento
Queste unità vengono impiegate per compiere operazioni di polizia in situazioni ad alto rischio, come arresti di importanti fuorilegge, prevenzione di attacchi terroristici e scontri a fuoco con criminali. Nella maggior parte dei casi, però, il salvataggio degli ostaggi è un compito che spetta allo Hostage Rescue Team (HRT) dell'FBI, in quanto, secondo il Diritto degli Stati Uniti d'America, il sequestro di persona è un reato federale e, pertanto, l'HRT può contare su personale più qualificato e addestrato per tali specifiche situazioni. Ciò considerato, è necessario specificare che le unità SWAT operanti negli Stati Uniti d'America sono distribuite in modo eterogeneo sul territorio, quindi addestrate in modo tale da poter rispondere alle urgenze rilevate nell'area del proprio dipartimento, come avviene per le SWAT assegnate nelle contee.

## Equipaggiamento
Le squadre S.W.A.T. sono equipaggiate con armi specifiche, come pistole mitragliatrici: tra queste, quelle che trovano principali impiego sono l'MP5 (in pratica anche tutte le sue differenti versioni, MP5A2, MP5A3, MP5A4, MP5A4SD, MP5K). Per quanto riguarda i fucili d'assalto, gli S.W.A.T. adoperano principalmente l'M4 e l'M16. L'M4 nasce come diretta evoluzione della carabina XM177E2 utilizzata durante la guerra in Vietnam. Il primo fucile a essere utilizzato in Vietnam fu l'M16, di calibro 5.56 NATO, che, avendo il calcio fisso, era molto scomodo da utilizzare; da lì derivò l'attuale M4, versione accorciata e più leggera, che utilizza lo stesso calibro ma ha maggiore adattabilità. La SWAT fa inoltre uso di gas lacrimogeni, granate abbaglianti, stinger e fucili di precisione in dotazione a tiratori scelti. Per scrutare sotto le porte o dietro gli angoli, adoperano un fibroscopio (che ha sostituito l'obsoleto bastone con specchio).
Spesso indossano giubbotti antiproiettile, visori notturni e maschere antigas, elmetti protettivi e una trasmittente per fare rapporto al capo della squadra sui fatti che stanno avvenendo. Non essendo la SWAT un unico corpo speciale, ma piccoli nuclei indipendenti nella maggior parte dei dipartimenti di polizia, il tipo di equipaggiamento cambia a seconda del budget a disposizione per ogni dipartimento dove una squadra SWAT è distaccata. Anche il tipo di personale e le conoscenze tecniche tendono a variare da dipartimento a dipartimento, tanto che non tutti i dipartimenti con piccole squadre SWAT possono vantare personale esperto in demolizioni.

## Controversie

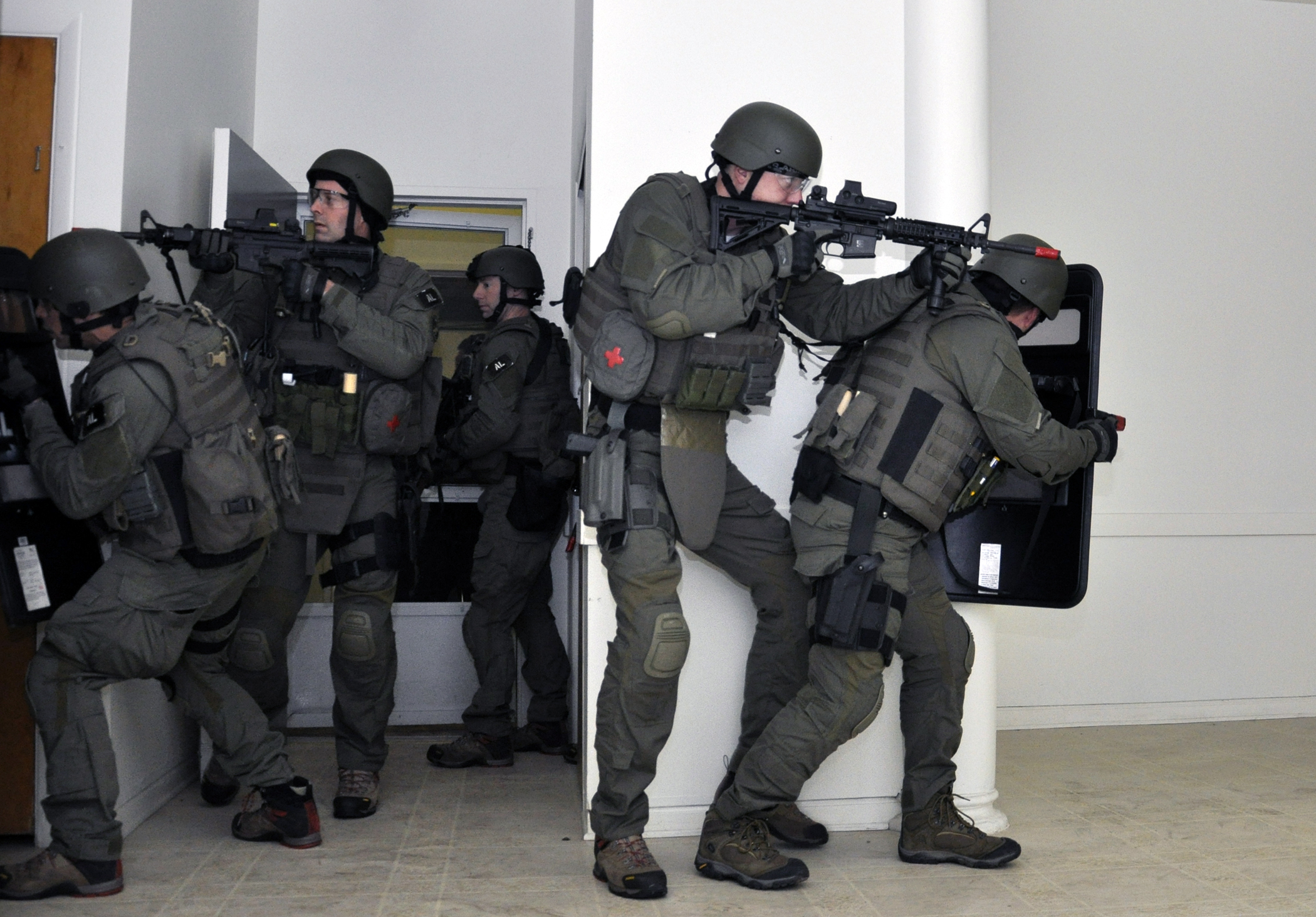
Esercitazione FBI SWAT

È oggetto di critiche l'impiego della SWAT in situazioni di non reale emergenza. Uno dei casi più clamorosi dell'uso della forza da parte di questo reparto speciale fu l'uccisione accidentale, dopo una colluttazione, di Salvatore Culosi, un oculista trentasettenne della contea di Fairfax (Virginia), un sobborgo di Washington, sospettato d'essere coinvolto nel gioco d'azzardo sportivo. Il tentativo d'arresto si concluse con la sua morte. L'ufficiale responsabile dell'accaduto, Deval V. Bullock, fu sospeso dal servizio per un periodo di tre settimane senza stipendio.
Uno dei critici più attivi nei confronti della SWAT è l'analista Radley Balko del Cato Institute, autore di Overkill: The Rise of Paramilitary Police Raids in America. Altre opere sull'argomento sono Warrior Cops: The Ominous Growth of Paramilitarism in American Police Departments di Diane Cecilia Weber, sempre proveniente dal Cato Institute, e Militarizing American Police: The Rise and Normalization of Paramilitary Units di Peter Kraska e Victor Kappeler.

## Nella cultura di massa
Agli SWAT è ispirato il videogioco di sparatutto tattico creato dalla Sierra Entertainment e da Vivendi, Daryl F. Gates' Police Quest: SWAT e i seguenti giochi: Police Quest: SWAT 2, SWAT 3: Close Quarters Battle e SWAT 4.
Nella serie Grand Theft Auto, gli SWAT si palesano quando il giocatore riceve un livello di ricercato sufficientemente alto (da 4 stelle in su). Dal quarto capitolo in poi, gli SWAT verranno sostituiti dalla NOOSE.
Nel videogioco Payday 2, gli SWAT sono rappresentati sia come forza speciale (in caso di difficoltà normale) che come squadra d'assalto principale (nel caso di difficoltà difficile).
Nel videogioco Tom Clancy's Rainbow Six: Siege, gli SWAT sono composti da 4 operatori: Ash, Castle, Pulse, Thermite.
Nel videogioco Outlast, un numero non indifferente di agenti della SWAT tenta invano di reprimere la rivolta dei pazienti nel manicomio Mount Massive, venendo brutalmente uccisi in vari modi.
Gli SWAT sono presenti anche nei videogiochi della serie Hitman: Hitman: Pagato per uccidere, Hitman: Contracts e Hitman: Absolution.
Il videogioco Ready or Not ha come protagonisti un team SWAT.
Oltre che nei videogiochi, gli SWAT sono presenti in numerosi film, nonché in diverse serie TV, la principale e più popolare è S.W.A.T. distribuita da febbraio 2022 sulla piattaforma Netflix.